# Mar de ardora

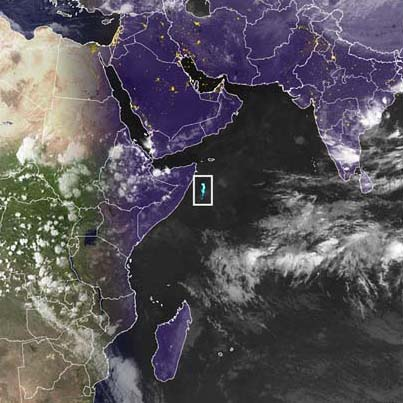
Mar de ardora detectado en la Costa de Somalia el 25 de enero de 1995.

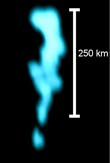
Efecto del mar de ardora

Mar de ardora es el término con el que se designan los mares luminosos o fosforescentes, también conocidos en inglés como milky seas.
Se trata de un fenómeno luminoso producido en el océano donde grandes masas de agua emiten una misteriosa luz azul debida, según recientes estudios, a la proliferación de una bacteria bioluminiscente (Vibrio harveyi) y del dinoflagelado Noctiluca scintillans asociados a las microalgas de plancton. 
La bioluminiscencia se extiende en todas direcciones y puede manifestar su luminosidad durante días u horas.
Este resplandor nocturno, citado por primera vez por Julio Verne en su obra Veinte mil leguas de viaje submarino, cuando relató la travesía del Nautilus a través de una capa fosforescente (atribuida en la novela a miríadas de animales marinos luminosos); fue también, durante siglos, mito de los marineros que surcaban el Índico.
Este fenómeno fue reportado en la bahía de La Habana en 1857-58 por Eduard R. Zimmerman, sin especificar el color de la bioluminiscencia.
Los científicos empezaron a registrar este fenómeno en 1915, quedando reconocidos en todo el planeta más de 200 mares de ardora, concentrados en su mayoría en el noroeste del océano Índico y próximos a Indonesia. Otros lugares donde se pudo visualizar este espectáculo luminoso fueron la costa de Somalia (África), la costa atlántica gallega y la bahía Fosforescente, en Puerto Rico. 
En 2005 un grupo de investigadores del Laboratorio de Investigación Naval de EE. UU. y del Instituto de Investigación del Acuario de la Bahía de Monterrey, dirigidos por el científico Steve Miller, consiguieron fotografiar por primera vez este fenómeno a través del satélite oceanográfico. Esas fotos fueron publicadas en noviembre de ese mismo año en la revista científica Proceedings of the National Academy of Sciences.